# Fruchtalarm (Organisation)
Fruchtalarm ist eine deutschlandweite Initiative an derzeit 41 Standorten, um krebskranken Kindern und Jugendlichen auf kinderonkologischen Krankenhausstationen oder auch in Kinderhospizen mit einer Art Cocktailparty eine Überraschung und Abwechslung zu bieten. Die Kinder und Jugendlichen mischen sich direkt in ihren Stationszimmern bunte Cocktails aus verschiedenen Fruchtsäften, Nektaren und Sirupsorten nach ihrem Geschmack. So sollen Aktivität und Selbstbestimmung gefördert und gleichzeitig die nicht selten durch Chemotherapie oder Strahlentherapie beeinträchtigte Flüssigkeitsaufnahme unterstützt werden. Freude und "wertvolle Momente der Unbeschwertheit" würden den Kindern und Jugendlichen in den Klinikalltag gebracht, wird die Direktorin der Kinderonkologie des Universitätsklinikums Bonn, Prof. Dagmar Dilloo, zitiert.

## Geschichte
Fruchtalarm entstand 2010 aus Elterninitiative des Bielefelder Ehepaars Lossie, als Fortsetzung ihres Engagements, nachdem sie ihren achtjährigen Sohn an eine unheilbare Krebserkrankung verloren hatten. Das Miterleben des oft gleichförmigen und von Krankheit geprägten Alltags auf einer kinderonkologischen Station führte sie zur Idee, den jungen Patientinnen und Patienten durch das Selbermixen von Fruchtcocktails Momente von Abwechslung, von Farbe, Freude und Genuss zu schenken. Die Initiative wurde ab 2012 Teil der von Laer Stiftung, einem Träger der Kinder- und Jugendhilfe in Bielefeld. Seit August 2019 wird Fruchtalarm in einer eigenen gemeinnützigen GmbH geführt.

## Das Einsatzgebiet Kinder mit Krebs und seine Besonderheiten
Jedes Jahr erkranken laut Deutschem Krebsforschungszentrum rund 2.200 Kinder und Jugendliche (bis 18 Jahre) in Deutschland an Krebs. Der Berufsverband der Kinder- und Jugendärzt*innen e.V. nennt am Beispiel der Leukämiebehandlung mit Chemo- und Strahlentherapie als mögliche Begleiterscheinungen Appetitlosigkeit, Übelkeit, Durchfall, Erbrechen und Entzündungen der Mundschleimhaut. Bei einer mitunter mehrere Monate am Stück dauernden Behandlung ist der von auch psychologisch geschulten Freiwilligen durchgeführte Fruchtalarm eine willkommene Unterbrechung für die Kinder, wie auch das Krankenhauspersonal berichtet.
Die Situation an vielen deutschen Kinderkrebsstationen sei ohne Spendengelder "am Limit", berichtete 2022 der Bayerische Rundfunk am Beispiel der Regensburger Kinderonkologie. Elternvereine müssten oft mit Spenden einspringen, teils sogar um Regelversorgungen finanziell mit abzudecken.

## Einsatzorte im ganzen Bundesgebiet
Die Einsätze von Fruchtalarm sind bisher durch Spendengelder limitiert, dennoch können jährlich 2.000 Klinikeinsätze an aktuell 41 Standorten geleistet werden. Unter den 60 Standorten, die die Gesellschaft für Pädiatrische Onkologie und Hämatologie (GPOH) als mit ihr kooperierende Kliniken für junge Menschen listet, ist Fruchtalarm an 34 vertreten. Hinzu kommen drei weitere andere Standorte mit kinderonkologischen Abteilungen sowie die Kinderhospize "Bärenherz Leipzig" in Markkleeberg, "Sternenbrücke" in Hamburg, "Berliner Herz" in Berlin und das Kinder- und Jugendhospiz Bethel in Bielefeld.

## Freiwilligeneinsatz und Weiterentwicklung
Fruchtalarm-Cocktailpartys können an kinderonkologischen Abteilungen und inzwischen auch an drei Kinderhospizen angeboten werden. Dies wird unterstützt von rund 300 Freiwilligen, die regional organisiert sind und sich "Fruchties" nennen. Da die Kinder und Jugendlichen nicht in allen Fällen selbst mixen oder auch selbständig trinken können, wurde gemeinsam mit dem Kinder- und Jugendhospiz Bethel das Konzept erweitert: Mit Fühl- und Riechbüchern sowie Duft-Cocktails sollen die Sinne dieser Kinder angesprochen und aktiviert werden. Zudem werden seit 2022 die Cocktailpartys auch in Feriencamps angeboten.

## Finanzierung und Unterstützung
Fruchtalarm ist spendenfinanziert und wird auch durch Sachspenden und Förderungen unterstützt. Unter anderem wählte der bundesweit tätige Ladies’ Circle Fruchtalarm für 2019–2021 zum Nationalen Service Projekt.

## Auszeichnungen des Projektes
Beim bundesweiten Wettbewerb Startsocial 2015 wurde Fruchtalarm von der damaligen Bundeskanzlerin Angela Merkel ausgezeichnet. Im Wettbewerb Smart Heroes 2021 war das Projekt unter den Finalisten und den fünf besten in der Kategorie "Sozial handeln".